# Grundtvigskerk
De Grundtvigskerk (Deens: Grundtvigs Kirke) in Bispebjerg, een stadsdeel van Kopenhagen, is een van de meest opmerkelijke kerken van de stad en een zeldzaam voorbeeld van een expressionistisch godshuis met voornamelijk neogotische stijlelementen. Het kerkgebouw werd tussen 1921 en 1940 gebouwd.

## Geschiedenis
De kerk werd vernoemd naar de Deense predikant, dichter, historicus en volksopvoeder N.F.S. Grundtvig (1783-1872) en gebouwd naar een ontwerp van Peder Jensen-Klint. De in verband met de bouwplannen uitgeschreven architectuurwedstrijd had Jensen-Klint in 1913 gewonnen.
De eerstesteenlegging van de nieuwe kerk vond na de Eerste Wereldoorlog plaats op 8 september 1921, toen het precies 138 jaar geleden was dat Grundtvig was geboren. De kerktoren werd in 1927 voltooid. Op de benedenverdieping van de toren bevond zich een grote ruimte waar gelovigen tot de voltooiing van het kerkschip de kerkdiensten vierden. De architect maakte de voltooiing van zijn ontwerp zelf niet meer mee. Na zijn dood in 1930 nam zijn zoon Kaare Klint de bouwleiding over. In 1940 kwam ten slotte de hele kerk gereed.

## Architectuur
De architect liet zich bij zijn ontwerp inspireren door Deense dorpskerken en wist de moderne, geometrische vormen van het baksteenexpressionisme met de klassieke verticale lijnen van de baksteengotiek te verbinden. Het meest opvallend aan de kerk is de machtige, aan de orgelkas van een kerkorgel herinnerende westelijke gevel, waarin zich eveneens de 49 meter hoge klokkentoren bevindt. Het kerkschip wordt gekenmerkt door trapgevels, die men vaak bij Deense kerken aantreft. De vorm is echter modern en elke trapgevel heeft dubbele toppen. De maten van het kerkschip zijn groot: de totale lengte van de drieschepige hallenkerk bedraagt 76 meter, de breedte bedraagt 35 meter en de hoogte van het middenschip 22 meter.
Het interieur geeft de indruk van een gotische kerk en biedt plaats aan 1800 gelovigen. Daarmee heeft de kerk de meeste zitplaatsen van alle Deense kerken. Het bouwwerk bestaat uit circa zes miljoen bakstenen. Alleen het doopvont werd gemaakt van lichte kalksteen uit Fakse.

## Orgel
Op het grote kerkorgel vinden regelmatig concerten plaats. Het werd in 1965 door de orgelbouwer Marcussen & Søn te Aabenraa gebouwd. Het instrument is 16,2 meter hoog, 7,6 meter breed en circa 1,6 meter diep. Het bezit 55 registers (4030 pijpen) verdeeld over vier manualen en zelfstandig pedaal. De speeltracturen zijn mechanisch. De oorspronkelijk eveneens mechanische registertracturen werden in 1998 vervangen door een dubbeltractuur, toen een elektronische combinatie werd toegevoegd.

## Invloed
De bouw van de Hallgrímskirkja van architect Guðjón Samúelsson te Reykjavik begon enkele jaren na die van de Grundtvigskerk. Deze kerk vertoont een vergelijkbare synthese van gotische en moderne bouwvormen.

## Afbeeldingen

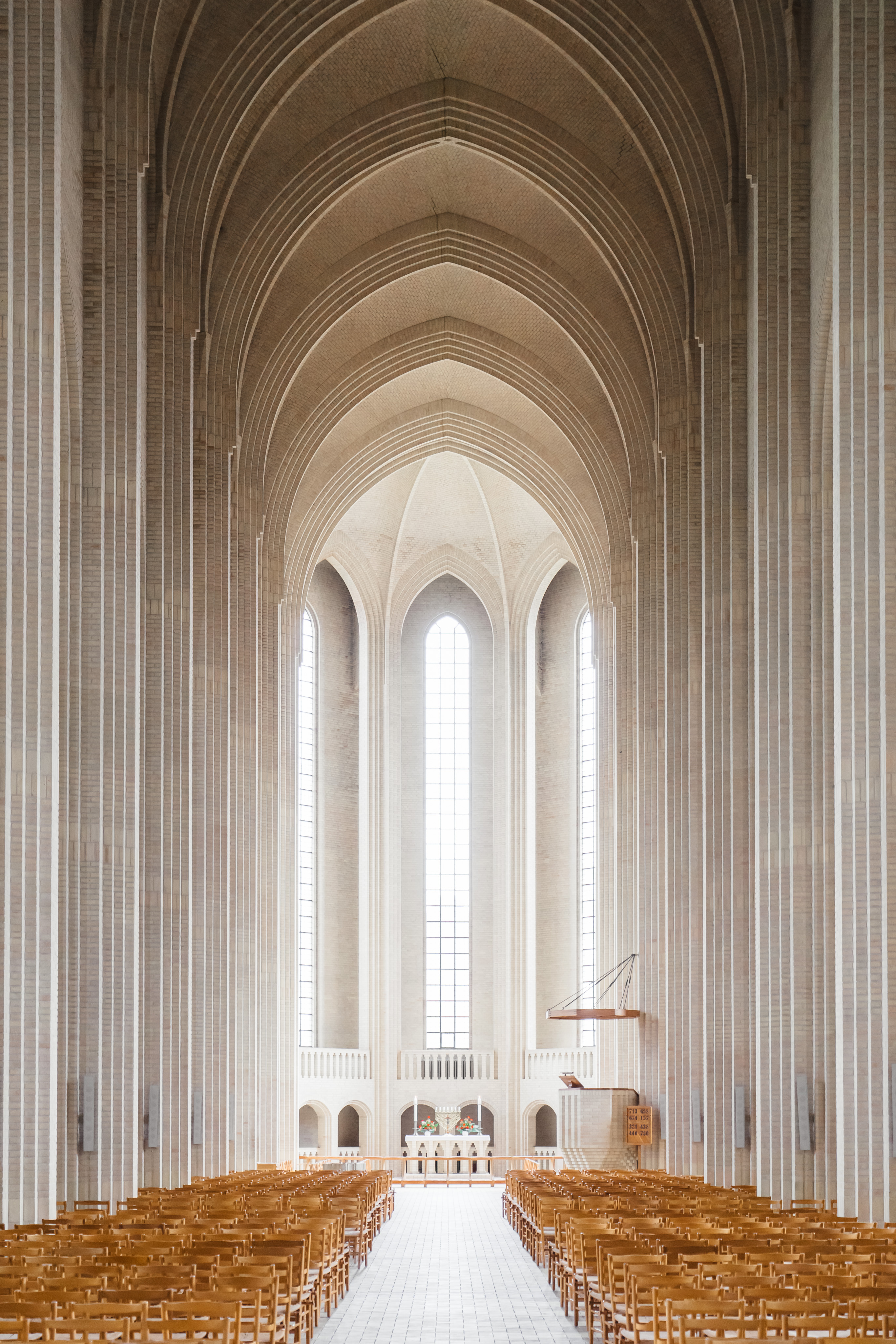
Kerkschip richting koor
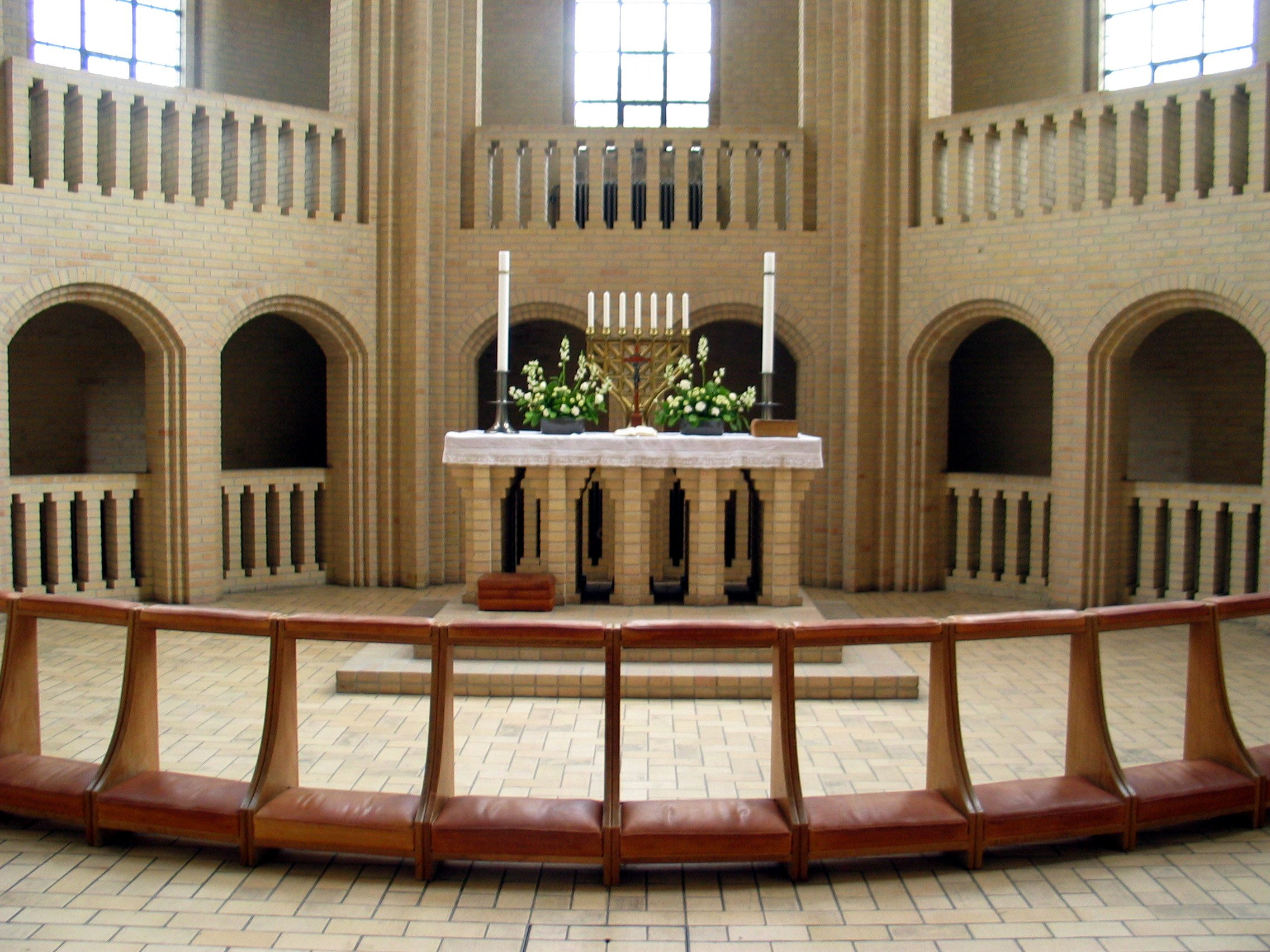
Altaar
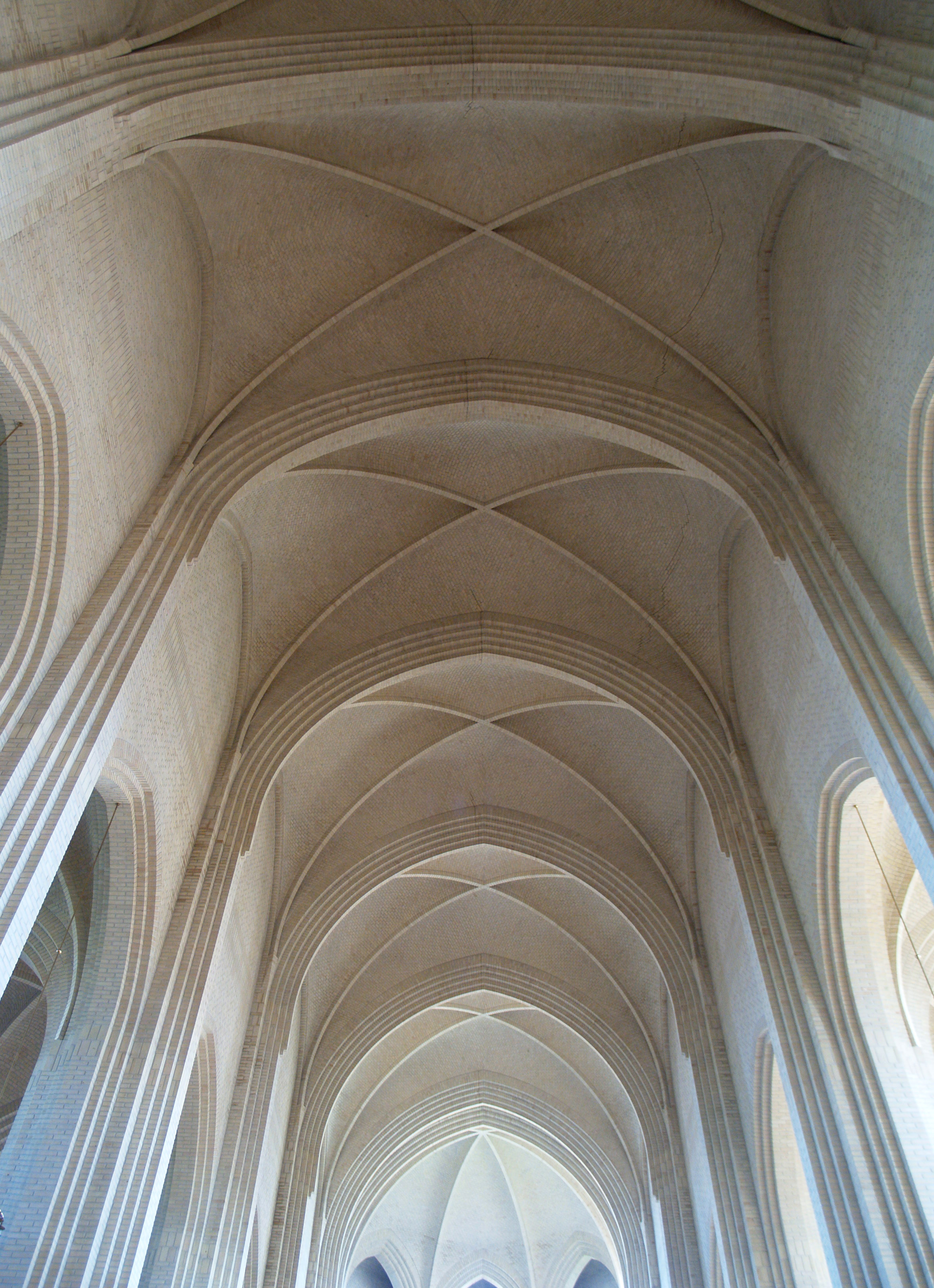
Gewelven
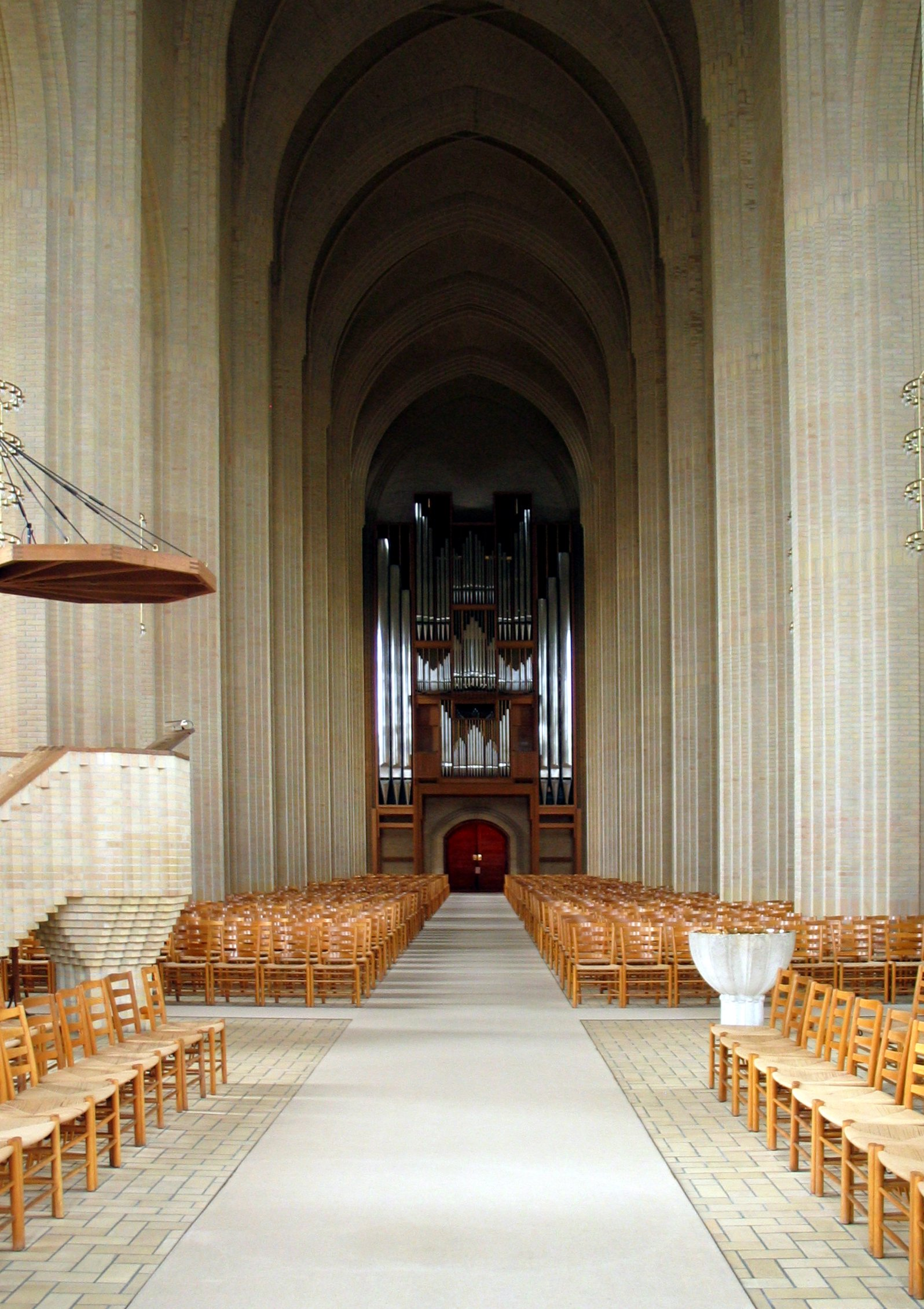
Marcussen-orgel